# Reinette Klever
Reinette Joanne Klever (ur. 21 lipca 1967 w m. Weesp) – holenderska polityk i menedżerka, parlamentarzystka krajowa, od 2024 do 2025 minister bez teki.

## Życiorys
W latach 1985–1991 studiowała ekonomię biznesu na Uniwersytecie Erazma w Rotterdamie. Pracowała w sektorze prywatnym w różnych przedsiębiorstwach. W 2004 zajęła się zarządzaniem aktywami w Van Winkoop Vastgoed B.V., firmie swojego męża. Zaangażowała się w działalność polityczną w ramach Partii Wolności. W 2011 z jej ramienia zasiadła w Eerste Kamer. W 2012 objęła natomiast mandat posłanki do Tweede Kamer, który wykonywała do 2017. Weszła w skład rady dyrektorów nadawcy Ongehoord Nederland, a także została regularną komentatorką wydawanego przez niego programu Ongehoord Nieuws.
W lipcu 2024 objęła stanowisko ministra bez teki ds. handlu zagranicznego i pomocy rozwojowej w rządzie Dicka Schoofa. Odeszła z tej funkcji w czerwcu 2025, gdy PVV opuściła koalicję rządową.